# Rzyczyna
```

```

Rzyczyna (prononciation [ʐɨˈt͡ʂɨna]) est un village de la gmina de Kłoczew du powiat de Ryki dans la voïvodie de Lublin, situé dans l'est de la Pologne.
Il se situe à environ 14 kilomètres au nord-est de Ryki (siège du powiat) et 62 kilomètres au nord-ouest de Lublin (capitale de la voïvodie).

## Histoire
De 1975 à 1998, le village est attaché administrativement à la voïvodie de Siedlce.

Depuis 1999, il fait partie de la nouvelle voïvodie de Lublin.